# Svetlana Kapanina
Svetlana Kapanina (Shchuchinsk, Cazaquistão, 1968) é uma pilota de acrobacia aérea russa.

## Biografia
Nascida no Cazaquistão, então República Soviética, começou a prática de voar em 1988 e tem formação em escola de técnicas aeronáuticas. Foi campeã mundial de acrobacias aéreas femininas em 1996, 1998, 2001 e 2005. Foi ganhadora da medalha de ouro no campeonato acrobático europeu, em 2008. Atualmente Kapanina reside em Moscou.